# Cervera de Buitrago
Cervera de Buitrago è un comune spagnolo di 108 abitanti situato nella comunità autonoma di Madrid.